# 相殺
相殺（そうさい）とは、相手に対して同種の債権をもっている場合に、双方の債権を対当額だけ消滅させる行為。日本法では、民法第505条以下に規定がある。債権同士が消滅するとも債務同士が消滅するともいえるが、債権と債務は表裏の関係にあり、どちらで考えても結果的には差はない。
- 民法について以下では、条数のみ記載する。

## 概説
例えば以下のような場面を想定する。AはBからテレビを10万円で買った。このとき、AはBに対して代金10万円を支払うべき債務を負ったことになる。一方でBは以前Aからコンピューターを15万円で購入していたが、代金はまだ支払っていなかった。このとき、BはAに対して代金15万円を支払うべき債務を負っている。つまり、AとBはお互いに対して代金支払債務を負っている。ここで実際に金銭を支払ってもよいが、それは面倒なだけである。そこでお互いの債務を対当額で消滅させる、つまり相殺することで決済を簡略化できる。つまりBは自己の債務（15万円）とAの債務（10万円）を差し引きして、残った5万円だけAに支払えばよい。もしも双方が負う債務の金額が同額であれば、相殺の時点で互いの債務が消滅することになる。以上が典型的な相殺の例である。
なお、相殺する側の債権を自働債権（じどうさいけん）、相殺される側の債権を受動債権（じゅどうさいけん）という。上述の例でBから相殺を主張した場合、Bの債権（10万円、Aから見れば債務）が自動債権であり、Aの債権（15万円、Bから見れば債務）が受動債権となる。
相殺は互いの債権を弁済する手間を省き、決済を簡略化する。また、両当事者のうち資力のある債権者だけが支払いを余儀なくされる不公平を解消し、それがひいては相殺の担保的機能をもたらす。相殺の担保的機能とは、相殺を弁済を確保する手段として利用することである。相殺をうまく駆使することにより、土地などの物的担保や何らかの先取特権をもたない一般の債権者であっても、他の債権者に先駆けて弁済を受けることができる（事実上の優先弁済となる）。
相殺の担保的機能を利用した典型例として、銀行による預金担保貸付がある。銀行が預金者に対して貸付をする際にその預金者が有する預金債権について債権質（権利質の一種で、債権について設定される質権）を設定し、かつ返済が不可能となった場合には相殺適状を生じさせ（期限の利益を失わせて直ちに弁済期を到来させる、など）、預金債権と貸付金を直ちに相殺する相殺予約がされるものである。
この相殺の担保的機能は債権回収の方法として応用される。多重債務に陥っている債務者に対する債権を債権譲渡によって取得し、これを自働債権としてその債務者が有する債権と相殺することで事実上の優先弁済が受けられるのである。

## 相殺の要件

### 相殺の積極的要件（相殺適状）
相殺ができるために必要とされる一般的な要件を相殺適状（そうさいてきじょう）といい、相殺されるべき両債権が以下のすべてを満たしている必要がある。
- 当事者双方が同種の債権を対立させていること（505条1項本文）
- 双方の債務が弁済期にあること（第505条1項本文）
  - ただし、受働債権の期限の利益を放棄できる（136条2項本文）ため、自働債権が弁済期にあれば相殺が可能である。受働債権に弁済期の定めがない場合も同様である。
- 債務が相殺できるものであること（505条1項但書）

### 相殺の消極的要件（相殺禁止事由）
相殺適状を満たしていても、以下の場合には相殺をすることが許されない。これを相殺禁止事由という。
- 当事者間に相殺を禁止または制限する合意がある場合（505条2項）
  - 相殺禁止特約を付けた場合など、当事者が相殺を禁止し、又は制限する旨の意思表示をした場合には相殺できない。2017年の改正前の民法505条2項では「反対の意思表示」となっていたが、2017年改正の民法（2020年4月1日法律施行）で具体化された[1]。
  - このような特約は善意無重過失の第三者には対抗できない（505条2項）。2017年改正の民法（2020年4月1日法律施行）で善意から善意無重過失に変更された[1]。重大な過失なく特約を知らずに債権を譲り受けた者は相殺できる。
- 法律上、相殺が禁止されている場合
  - 不法行為債権等を受働債権とする相殺
    - 悪意による不法行為に基づく損害賠償の債務（509条1号）
      - 2017年の改正前の民法509条は「債務が不法行為によって生じたとき」と定めていたが、その趣旨は現実の給付による被害者の救済と不法行為の誘発の防止であることから、2017年改正の民法（2020年4月1日法律施行）では適用範囲を明確にするため、同条1号として「悪意による不法行為に基づく損害賠償の債務」を受働債権とする相殺の禁止が定められた[1]。本条1号の「悪意」とは積極的に相手を害する意思があった場合をいう[2]。
      - 不法行為の加害者（不法行為による損害賠償債権の債務者）の側から相殺を主張することは許されない。一方、不法行為の被害者（不法行為による損害賠償債権の債権者）から相殺を主張することはできる（最判昭42.11.30）。

    - 人の生命又は身体の侵害による損害賠償の債務（509条2号）
      - 2017年の改正前の民法509条は「債務が不法行為によって生じたとき」と定めていたが、2017年改正の民法（2020年4月1日法律施行）で被害者救済のためには、生命・身体の損害を理由とする損害賠償請求権の場合は、不法行為に基づく損害賠償債権だけでなく債務不履行に基づく損害賠償債権（医療過誤や安全配慮義務違反など）についても相殺禁止の対象とすべきとされた[1][2]。

    - 相殺禁止の除外
      - 以上の場合であっても、その債権者がその債務に係る債権を他人から譲り受けたものであるときは相殺できる（509条ただし書）。2017年改正の民法（2020年4月1日法律施行）で追加された。

  - 差押禁止債権を受働債権とする相殺の禁止
    - 債権が差押えを禁じたものであるときは、その債務者は、相殺をもって債権者に対抗することができない（510条）。
    - 民法ほか各種の特別法で、現実に支払われなければならない性質の債権は、履行を確実にするため相殺を禁じている。民法では扶養請求権（881条）等がある。

  - 差押えを受けた債権を受働債権とする相殺の禁止
    - 原則として差押えを受けた債権の第三債務者は、差押え後に取得した債権による相殺をもって差押債権者に対抗することはできない（511条1項）。
    - 差押え前に取得した債権で相殺することはできる（511条1項）。2017年改正の民法（2020年4月1日法律施行）で差押え前に取得した債権による相殺についての判例の立場とされ実務でも定着している無制限説が明文化された[1][2]。
    - 差押え後に取得した債権であっても差押え前の原因に基づいて生じたものであるときは、その第三債務者は、その債権による相殺をもって差押債権者に対抗することができる（511条2項本文）。2017年改正の民法（2020年4月1日法律施行）で差押え時には自働債権は発生していなくても、その発生原因が生じていた場合には相殺をすることを認める趣旨で追加され相殺できる場合が拡大された（破産法の相殺禁止規定のほか、委託を受けた保証人が破産手続開始決定後に保証債務を履行し、その求償権を自働債権として相殺することを認めた判例などが参考にされた）[1][2]。ただし、第三債務者が差押え後に他人の債権を取得したときは相殺できない（511条2項ただし書）。
- 解釈上、自働債権とすることができない債権である場合
  - 相手方が抗弁権をもっている債権（同時履行の抗弁権、催告の抗弁権・検索の抗弁権等）
  - 差押えを受けた債権
- 破産法・民事再生法・会社更生法・労働基準法などで相殺を禁止される場合

## 相殺の方法
相殺は当事者どちらかの一方的な意思表示によって効力を生じる（506条1項）。ただし、意思表示に条件又は期限をつけることはできない（506条但書）。なお、諸外国には条件を満たせば直ちに相殺の効力が生じるという立法例もある。また、日本法においても、この例外として、訴訟上の相殺は条件付き相殺であると理解されている。比較法的には、(1)裁判上の相殺のみが認められるもの、(2)裁判によらずに、(a)当然相殺となるものと(b)意思表示によって相殺がなされるものがある。日本では(2)(b)が採用されているが、2(a)を採用するフランス法の影響もみられる。
相殺は双方の債務の履行地（金銭債務で特約がなければ債権者の現在の住所、484条）が異なるときであってもすることができる。この場合において、相殺をする当事者は、相手方に対して、これによって生じた損害を賠償しなければならない（507条）。

## 相殺の効果

### 一般的効果
相殺によって双方の債務は相殺適状の時点に遡及（そきゅう; さかのぼって）して消滅する（506条2項）。例えば相殺適状（弁済期）が10月1日であったとして、11月1日に相殺の意思表示が行われた場合、この一ヶ月間の利息（遅延損害金）は生じない。このため、自働債権と受働債権の利率に差がある場合でも、本来なら遅延損害金にも差が生じるところ、問題とならない。債権が時効によって消滅したとしても、消滅以前に相殺適状になっていれば、その債権者は相殺を主張することができる（508条）。

### 連帯債務及び保証
- 連帯債務者の一人による相殺（439条、2017年改正の民法（2020年4月1日法律施行）で旧436条から繰り下げ）
  - 相殺には絶対的効力があり、連帯債務者の一人が債権者に対して債権を有する場合において、その連帯債務者が相殺を援用したときは、債権は、全ての連帯債務者の利益のために消滅する（1項）。
  - 前項の債権を有する連帯債務者が相殺を援用しない間は、その連帯債務者の負担部分の限度において、他の連帯債務者は、債権者に対して債務の履行を拒むことができる（2項）。2017年の改正前の旧436条は「連帯債務者の一人が相殺を主張しない間は、他の債務者はその連帯債務者の負担部分について相殺を援用することができる。」と規定していたが、反対債権を持つ連帯債務者が相殺権を行使しない場合に、他の連帯債務者がそれを援用してその債権を処分することまで認めるのは不当であると指摘されていた[3]。2017年改正の民法（2020年4月1日法律施行）では他の連帯債務者は反対債権を有する連帯債務者の相殺権を援用できるのではなく、その負担部分の限度で履行を拒絶することができる（履行拒絶権）と変更された[1][3]。
  - 例えば、債権者Aに対し債務者B、C、Dが60万円の連帯債務（負担割合は平等）を負っていたとする。また、BはAに対して60万円の貸付債権を有していた。この場合、Bが60万円全額について相殺を主張すれば、連帯債務は消滅しC、DもAに対する支払いを免れる（BからC、Dに対してする求償は別論）。一方Bが相殺を主張しない場合、C、DはBの負担割合である20万円について履行を拒絶できる。
- 保証の場合
  - 保証人は、主たる債務者が主張することができる抗弁をもって債権者に対抗することができる（457条2項）。主たる債務者が債権者に対して相殺権を有するときは、相殺権の行使によって主たる債務者がその債務を免れるべき限度において、保証人は、債権者に対して債務の履行を拒むことができる（457条3項）。
  - 2017年の改正前の旧457条2項は「保証人は、主たる債務者の債権による相殺をもって債権者に対抗することができる。」と規定していたが、2017年改正の民法（2020年4月1日法律施行）で相殺の抗弁に限らず主債務者の有する抗弁事由一般について保証人も主張することができることが明文化された[1]。
  - また、旧457条2項の「対抗することができる」は、保証人に主債務者の相殺権の行使（主債務者の権利を処分すること）まで認める趣旨の規定ではなく、主債務の相殺によって債務が消滅する限度で保証人も履行を拒絶することができるにとどまると解されていた[1][3]。そのため2017年改正の民法（2020年4月1日法律施行）では保証人は主たる債務者が相殺等でその債務を免れるべき限度において債権者に対して債務の履行を拒むことができるとする規定が新設された（457条3項）[1]。

## 相殺と当事者の合意
相殺は上記のようにその要件、方法および効果が法定されている。民法上に定められた一方から相手方に対する意思表示による相殺を法定相殺という。ただ、これらの民法上の相殺の規定は当事者間の合意による相殺を排除するものではない。当事者間の契約による相殺を相殺契約という。相殺契約では、相殺適状を満たすと同時に相殺される旨の合意（方法に関する特約）や、相殺の効果を遡及させない旨の合意（効果に関する特約）などが可能となる。
また、相殺の予約というものがなされる場合もある。これは相殺契約の予約を意味する場合もあるが、停止条件付相殺契約（先にあげた方法に関する特約と同様）や、準法定相殺を指すこともある。
準法定相殺とは、相殺それ自体はあくまで法定相殺だが、相殺適状を満たす条件を緩和する合意がなされる場合である。例えば、信用状の不安が生じた場合には直ちに相殺適状が発生する旨の合意である。

## 民事訴訟における相殺
民事訴訟において、相手の請求に対して、相殺があったこと（又は相殺をすること）を主張することを相殺の抗弁という。すでに相殺の意思表示を行ったという抗弁（裁判外の相殺の抗弁）と、当該法廷において（相手の債権が認められることを条件とした）相殺の意思表示を行うという抗弁（訴訟上の相殺の抗弁）の2種類がある。
たとえば、原告の主張する金銭債権が認められても、被告によってその全額について相殺の抗弁が主張され、その主張を裁判所が認めた場合は、相殺の抗弁を主張した被告が勝訴することになる。しかし、訴訟上の相殺の抗弁の場合には、勝訴した被告にも実体的な債権の消滅という不利益をもたらすので、弁済など他の抗弁も同時に主張されている場合はまずそちらの抗弁について先に認められるか否かを判断するものとされている。
相殺の抗弁の対象となった債権については、既判力の効力により再度の主張が禁じられる（民事訴訟法114条2項）。主文だけでなく理由中の判断にも既判力が及ぶ例外的な場合である。